# Parkesia
Genre
Synonymes
- genre Seiurus Swainson, 1827[2]

Parkesia est un genre de passereaux de la famille des  Parulidés. Il se trouve à l'état naturel en Amérique, ainsi que, rarement, en Europe, et dans le Tchoukotka, en Asie.

## Liste des espèces
Selon la classification de référence du Congrès ornithologique international (version 7.2, 2017) :
- Parkesia motacilla (Vieillot, 1809) — Paruline hochequeue, Fauvette hoche-queue, Grivette à ventre fauve
- Parkesia noveboracensis (Gmelin, JF, 1789) — Paruline des ruisseaux, Fauvette des ruisseaux, Grivette des ruisseaux, Sylvette des roseaux, Sylvette des ruisseaux